# Tresor de Puig-reig
El Tresor de Puig-reig és una col·lecció de vint quilos de monedes d'or i de plata trobades en un cofre el 1964 a la masia Casa Gran de Cal Riera, al municipi de Puig-reig (Berguedà).

## La troballa
L'any 1964, en el decurs d'unes obres efectuades a la masia Casa Gran de Cal Riera, es va trobar casualment un cofre amagat que contenia monedes d'or i de plata. La notícia va transcendir als diaris, com Hoja del Lunes de 7 de setembre de 1964. Els organismes oficials, un cop assabentats del fet, van aplicar el dret preferent de l'estat d'incorporar al seu patrimoni les troballes d'interès. Inicialment, el tresor va quedar custodiat a l'Ajuntament de Puig-reig, però més tard fou cedit a l'Ajuntament de Barcelona. Des del 1968 el dipositari va ser el Gabinet Numismàtic de Catalunya, el qual en va fer un estudi exhaustiu.
El novembre de 1982, el Gabinet Numismàtic de Catalunya, amb la col·laboració de l'Ajuntament de Barcelona i el Museu d'Història de la ciutat, va fer pública la col·lecció amb l'exposició titulada El Tresor de Puig-reig, al Palau de la Virreina.
Actualment el tresor forma part de la Col·lecció del Gabinet Numismàtic de Catalunya del Museu Nacional d'Art de Catalunya (MNAC), amb el número de catàleg 106001-CJT, i es troba en exposició permanent oberta al públic al MNAC, a l'edifici del Palau Nacional.

## Descripció i procedència
El tresor està format per 781 monedes, 51 d'or i 730 de plata, guardades en un cofre, fruit del tresorejament dels amos de la Casa Gran de Cal Riera, al baix Berguedà, probablement a mitjan segle xix. Cronològicament les monedes van des del 1770 fins al 1855.
La procedència de les monedes és molt diversa, i només una petita part provenia de seques espanyoles. A grans trets, aquesta troballa documenta que a mitjan segle xix la circulació de la moneda de plata a Catalunya era dominada per numerari estranger, mentre que la d'or era d'emissions de seques espanyoles de la Península i d'ultramar.
De les 781 monedes que integren el conjunt, només 67 són monedes espanyoles (51 d'or i 16 de plata) corresponents a seques peninsulars i
americanes; la resta és un bast conjunt de moneda estrangera d'argent. Concretament, són 714 monedes estrangeres, totes "duros" de plata de cinc francs i de cinc lires corresponents al període 1777-1796 i al 1855. El seu lloc d'emissió és molt variat, i a grans trets provenen del Regne d'Itàlia, de França, de Bèlgica, de Sardenya i el Piemont.